# Leichtathletik-Balkan-Hallenmeisterschaften
Die Leichtathletik-Balkan-Hallenmeisterschaften sind ein jährlich stattfindender internationaler Hallenleichtathletikwettbewerb für Athleten vom Balkan. Sie werden seit 1994 von der Association of the Balkan Athletics Federations (ABAF; Vereinigung der Balkanleichtathletikverbände) ausgetragen. Der Wettbewerb ist eine Ergänzung zu den Balkanspielen, die schon seit 1930 im Freien ausgetragen werden.

## Teilnehmende Nationen
Zu den Mitgliedern der Association of the Balkan Athletics Federations, die an den Meisterschaften teilnehmen, zählen die folgenden Leichtathletikverbände:
- Albanien
- Armenien
- Aserbaidschan
- Bosnien und Herzegowina
- Bulgarien
- Georgien
- Griechenland
- Israel
- Kosovo
- Kroatien
- Malta
- Moldau
- Montenegro
- Nordmazedonien
- Österreich
- Rumänien
- San Marino
- Serbien
- Slowenien
- Türkei
- Ukraine
- Zypern

## Austragungen
| #  | Jahr | Stadion                                   | Ort      | Datum       | Anzahl Wettbewerbe | Siegerteam Männer | Siegerinnenteam Frauen |
| -- | ---- | ----------------------------------------- | -------- | ----------- | ------------------ | ----------------- | ---------------------- |
| 1  | 1994 | Stadion des Friedens und der Freundschaft | Piräus   | 20. Februar | 25                 | Rumänien          | Rumänien               |
| 2  | 1995 | Stadion des Friedens und der Freundschaft | Piräus   | 25. Februar | 23                 | Griechenland      | Rumänien               |
| 3  | 1996 | Stadion des Friedens und der Freundschaft | Piräus   | 24. Februar | 23                 | Griechenland      | Rumänien               |
| 4  | 1997 | Stadion des Friedens und der Freundschaft | Piräus   | 22. Februar | 23                 | Griechenland      | Rumänien               |
| 5  | 1998 | Stadion des Friedens und der Freundschaft | Piräus   | 22. Februar | 24                 | Rumänien          | Rumänien               |
| 6  | 1999 | Stadion des Friedens und der Freundschaft | Piräus   | 13. Februar | 24                 | Griechenland      | Rumänien               |
| 7  | 2000 | Stadion des Friedens und der Freundschaft | Piräus   | 12. Februar | 24                 | Bulgarien         | Rumänien               |
| 8  | 2001 | Stadion des Friedens und der Freundschaft | Piräus   | 18. Februar | 24                 | Griechenland      | Griechenland           |
| 9  | 2002 | Stadion des Friedens und der Freundschaft | Piräus   | 23. Februar | 24                 | Griechenland      | Griechenland           |
| 10 | 2003 | Peania-Indoor-Arena                       | Peania   | 4. März     | 24                 | Rumänien          | Griechenland           |
| 11 | 2004 | Peania-Indoor-Arena                       | Peania   | 28. Februar | 24                 | Rumänien          | Rumänien               |
| 12 | 2005 | Peania-Indoor-Arena                       | Peania   | 16. Februar | 24                 | Griechenland      | Rumänien               |
| 13 | 2006 | Peania-Indoor-Arena                       | Peania   | 22. Februar | 22                 | Rumänien          | Rumänien               |
| 14 | 2007 | Stadion des Friedens und der Freundschaft | Piräus   | 21. Februar | 22                 | Rumänien          | Rumänien               |
| 15 | 2008 | Peania-Indoor-Arena                       | Peania   | 9. Februar  | 22                 | Rumänien          | Rumänien               |
| 16 | 2009 | Stadion des Friedens und der Freundschaft | Piräus   | 21. Februar | 22                 | Rumänien          | Rumänien               |
| —  | 2010 | abgesagt                                  | abgesagt | abgesagt    | abgesagt           | abgesagt          | abgesagt               |
| —  | 2011 | abgesagt                                  | abgesagt | abgesagt    | abgesagt           | abgesagt          | abgesagt               |
| 17 | 2012 | Ataköy Athletics Arena                    | Istanbul | 18. Februar | 22                 | Griechenland      | Türkei                 |
| 18 | 2013 | Ataköy Athletics Arena                    | Istanbul | 23. Februar | 22                 | Türkei            | Rumänien               |
| 19 | 2014 | Ataköy Athletics Arena                    | Istanbul | 22. Februar | 22                 | Türkei            | Rumänien               |
| 20 | 2015 | Ataköy Athletics Arena                    | Istanbul | 21. Februar | 22                 | Türkei            | Türkei                 |
| 21 | 2016 | Ataköy Athletics Arena                    | Istanbul | 27. Februar | 22                 | Rumänien          | Rumänien               |
| 22 | 2017 | Kombank-Arena                             | Belgrad  | 25. Februar | 22                 | Türkei            | Griechenland           |
| 23 | 2018 | Ataköy Athletics Arena                    | Istanbul | 17. Februar | 24                 | Rumänien          | Rumänien               |
| 24 | 2019 | Ataköy Athletics Arena                    | Istanbul | 16. Februar | 24                 | Türkei            | Ukraine                |
| 25 | 2020 | Ataköy Athletics Arena                    | Istanbul | 15. Februar | 24                 | Ukraine           | Rumänien               |
| 26 | 2021 | Ataköy Athletics Arena                    | Istanbul | 20. Februar | 24                 | Türkei            | Ukraine                |
| 27 | 2022 | Ataköy Athletics Arena                    | Istanbul | 5. März     | 24                 | Türkei            | Türkei                 |
| —  | 2023 | abgesagt                                  | abgesagt | abgesagt    | abgesagt           | abgesagt          | abgesagt               |
| 28 | 2024 | Ataköy Athletics Arena                    | Istanbul | 10. Februar | 24                 | Türkei            | Rumänien               |
| 29 | 2025 | Atletska dvorana                          | Belgrad  | 15. Februar | 24                 | Türkei            | Kroatien               |

## Meisterschaftsrekorde
Am meisten Goldmedaillen gewonnen an den Leichtathletik-Balkan-Hallenmeisterschaften hat die Albanerin Luiza Gega (Stand: 2022), die mit dem Sieg über 3000 Meter bei den Balkan-Meisterschaften 2022 ihre achtes Gold erringen konnte.

### Männer
| Disziplin         | Rekord      | Athlet                                              | Datum            | Ort      |
| ----------------- | ----------- | --------------------------------------------------- | ---------------- | -------- |
| 60 m              | 6,58 s      | Georgios Theodoridis                                | 13. Februar 1999 | Piräus   |
| 200 m             | 21,25 s     | Ioan Vieru                                          | 28. Februar 2004 | Peania   |
| 400 m             | 46,35 s     | Ilija Dschiwondow                                   | 12. Februar 2000 | Piräus   |
| 800 m             | 1:47,74 min | Ömer Faruk Bozdağ                                   | 10. Februar 2024 | Istanbul |
| 1500 m            | 3:37,49 min | İlham Tanui Özbilen                                 | 23. Februar 2013 | Istanbul |
| 3000 m            | 7:42,49 min | Polat Kemboi Arıkan                                 | 18. Februar 2012 | Istanbul |
| 60 m Hürden       | 7,57 s      | George Boroi                                        | 20. Februar 1994 | Piräus   |
| 4 × 400 m Staffel | 3:10,36 min | Remus Niculiță Mihai Dringo Denis Toma Robert Parge | 5. März 2022     | Istanbul |
| Hochsprung        | 2,32 m      | Eugen-Cristian Popescu                              | 20. Februar 1994 | Piräus   |
| Stabhochsprung    | 5,76 m      | Ivan Horvat                                         | 25. Februar 2017 | Belgrad  |
| Weitsprung        | 8,12 m      | Boschidar Sarabojukow                               | 15. Februar 2025 | Belgrad  |
| Dreisprung        | 17,51 m     | Marian Oprea                                        | 22. Februar 2006 | Peania   |
| Kugelstoßen       | 20,89 m     | Andrei Toader                                       | 15. Februar 2025 | Belgrad  |

### Frauen
| Disziplin         | Rekord      | Athletin                                                             | Datum            | Ort      |
| ----------------- | ----------- | -------------------------------------------------------------------- | ---------------- | -------- |
| 60 m              | 7,13 s      | Tesdschan Naimowa                                                    | 21. Februar 2007 | Piräus   |
| 200 m             | 23,70 s     | Angela Moroșanu                                                      | 16. Februar 2005 | Peania   |
| 400 m             | 51,06 s     | Wanja Stambolowa                                                     | 22. Februar 2006 | Peania   |
| 800 m             | 1:59,82 min | Mihaela Neacșu                                                       | 21. Februar 2007 | Piräus   |
| 1500 m            | 4:06,89 min | Luiza Gega                                                           | 27. Februar 2016 | Istanbul |
| 3000 m            | 8:55,22 min | Cristina Grosu                                                       | 23. Februar 2002 | Piräus   |
| 60 m Hürden       | 8,02 s      | Andrea Ivančević                                                     | 27. Februar 2016 | Istanbul |
| 4 × 400 m Staffel | 3:33,76 min | Kateryna Klymjuk Tetjana Melnyk Anastassija Bryshina Anna Ryschykowa | 16. Februar 2019 | Istanbul |
| Hochsprung        | 1,97 m      | Stefka Kostadinowa                                                   | 20. Februar 1994 | Piräus   |
| Stabhochsprung    | 4,60 m      | Jana Hladijtschuk                                                    | 20. Februar 2021 | Istanbul |
| Weitsprung        | 6,96 m      | Ivana Španović                                                       | 25. Februar 2017 | Belgrad  |
| Dreisprung        | 14,84 m     | Chrysopigi Devetzi                                                   | 4. März 2003     | Peania   |
| Kugelstoßen       | 19,30 m     | Anca Heltne                                                          | 21. Februar 2009 | Piräus   |